# Автодорога А-2 (Казахстан)
А2 — магистральная автомобильная дорога международного значения, проходящая в Центральной Азии в условиях горной и песчано-пустынной местности по территории Казахстана, Кыргызстана и Узбекистана. Дорога проходит по территории Алматинской, Жамбылской и Туркестанской области Казахстана, Чуйской области Кыргызстана, Ташкентской, Джизакской, Самаркандской, Сурхандарьинской и ряда других областей Узбекистана.

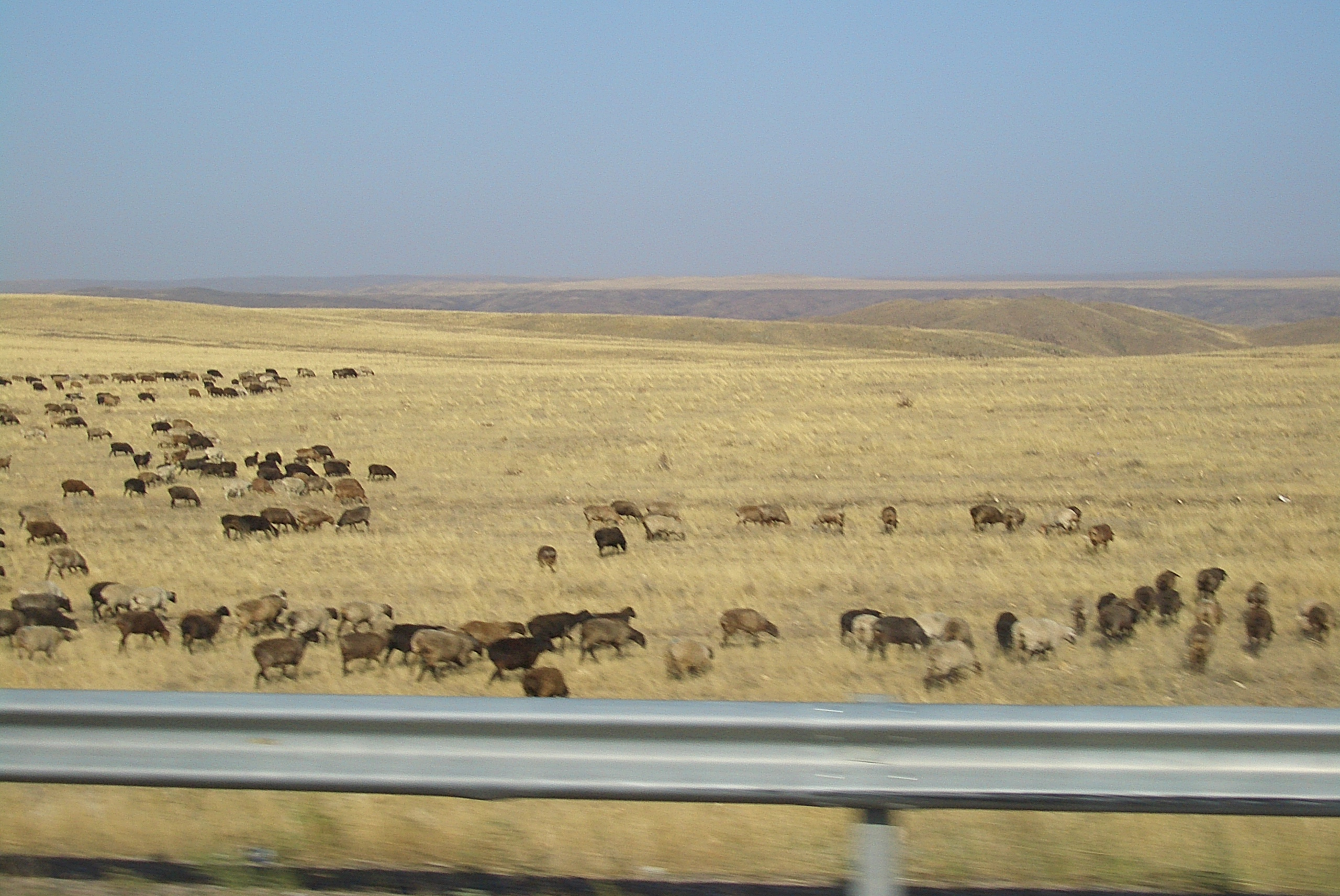
На плато Курдайского перевала

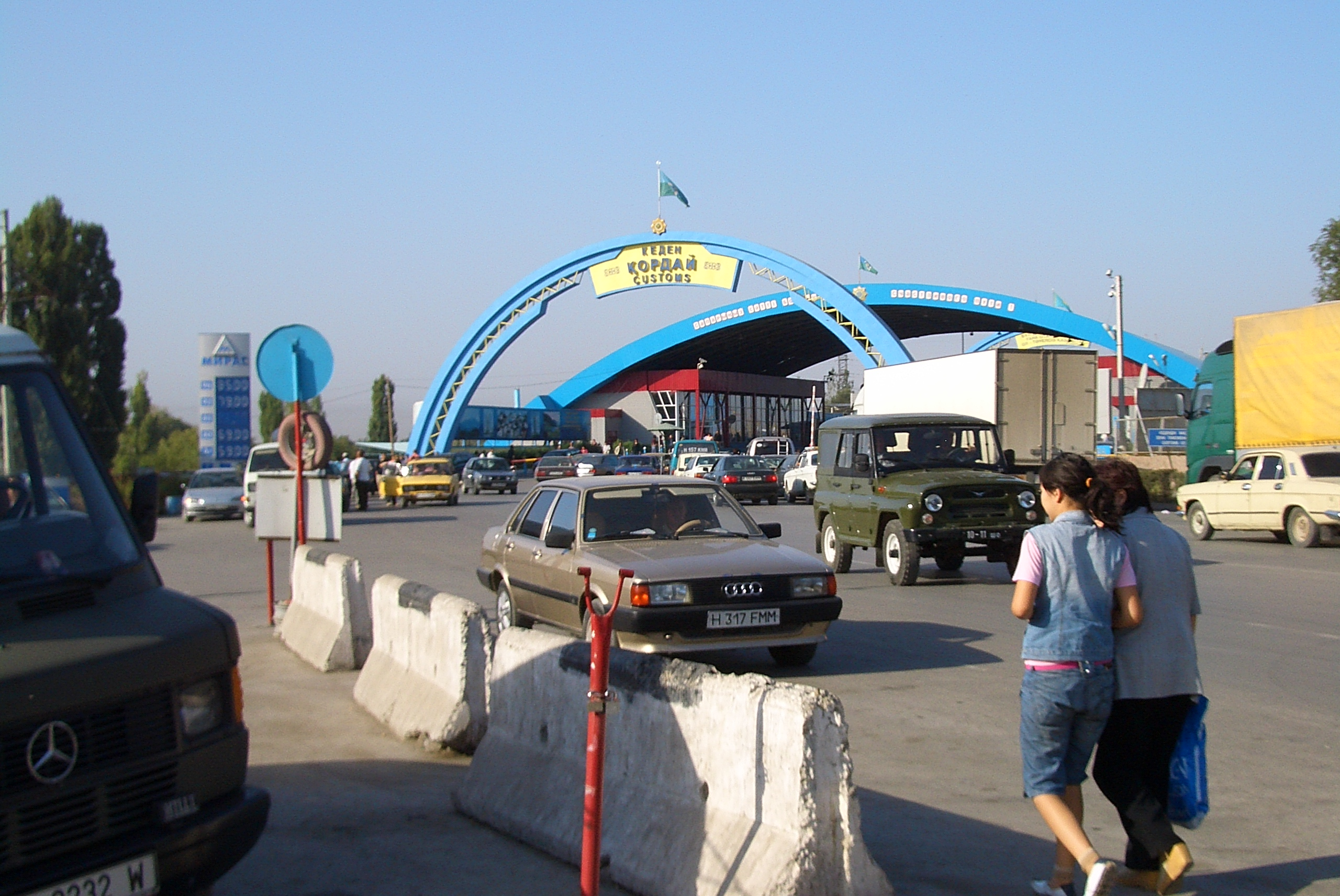
На границе с Кыргызстаном, Кордай, река Чу

## Маршрут
Начинается в Алматы, идёт на запад вдоль хребта Заилийский Алатау, пересекает Чу-Илийские горы через Кордайский перевал, реку Шу. Далее пересекает северный Кыргызстан через Бишкек и вновь идет по Казахстану (Мерке, Тараз, Шымкент). Из Шымкента направляется на юг в Узбекистан (Ташкент, Джизак, Самарканд, Термез).
От среднего Узбекистана и до Алматы, дорога совпадает с Eвропейской трассой E-40.Или с местным индексом KB-4.
В конце 1990-х годов Казахстан проложил объездную дорогу по своей территории в обход Кыргызстана с севера (от Мерке до дороги Шу — Кордай) и теперь большинство машин едут в Алма-Ату по трассе Мерке — Кордай, объезжая Бишкек и экономя время и деньги на двух таможенных процедурах (при въезде и выезде из Кыргызстана).
От Кенена до Кордая , и от Андас Батыра до Мерке осталось старое название автодорога М-39 .

## Опасности
В зимнее время, в гололёд, долгие годы было опасно прохождение через Кордайский перевал. В 2006 году дорога через перевал при помощи турецких[значимость факта?] дорожно-строительных фирм была реконструирована, спрямлена и стала более безопасной.

## Достопримечательности
Магистраль, начинаясь в южной столице Казахстана Алматы, проходит через столицы двух стран: (Бишкек и Ташкент), а также областные города Тараз, Шымкент, Джизак и Самарканд, пересекает реки Шу (Чу), Талас, Сырдарья, Зеравшан. Трасса проложена вдоль живописных горных хребтов Тянь-Шаня — Заилийский Алатау, Киргизский хребет, Таласский Ала-Тоо, а также Зеравшанского хребта Памиро-Алая.